# Sopho Nizharadze
Sopho Nizharadze (in georgiano სოფო ნიჟარაძე?; Tbilisi, 6 febbraio 1986) è una cantante e attrice georgiana.
Ha rappresentato la Georgia all'Eurovision Song Contest 2010 con la canzone Shine, classificandosi 9ª nella finale dell'evento.

## Biografia
Nata a Tbilisi nell'allora Repubblica Socialista Sovietica Georgiana (oggi compresa nella Georgia), iniziò a cantare all'età di tre anni. Fu invitata da Jansug Kakhidze a prendere parte ad un programma per giovani cantanti, dove ottenne un ruolo principale per diverse stagioni del programma.
Incoraggiata dalla madre iniziò a studiare presso il conservatorio statale di Tbilisi per poi trasferirsi a Mosca, dove studiò presso l'Accademia di Teatro e Arti.
A 11 anni si è esibita presso l'ambasciata francese con Sous le ciel de Paris, e durante questa esibizione fu notata dal giornalista francese Bernard Pivot, che la invitò a prender parte al suo programma su TV5.
Già a 17 anni aveva vinto diversi programmi musicali internazionali e nazionali come Bravo, Bravissimo (Italia), Crystal Note (Russia), Chrystal Fur-tree (Georgia), prendendo parte ad altri festival musicali in diversi paesi come il New Wave nel 2005.
Accanto alla carriera musicale ha preso parte a diversi musical come Romeo e Giulietta - Ama e cambia il mondo (nella parte di Giulietta) e The Wedding Of The Jays (nel ruolo di Ketevan).
Quando nel 2008 scoppiò la seconda guerra in Ossezia del Sud, fu costretta ad abbandonare la propria carriera in Russia per tornare in Georgia.
Durante la visita del vicepresidente americano Joe Biden in Georgia ha cantato l'inno nazionale americano.

### Eurovision Song Contest

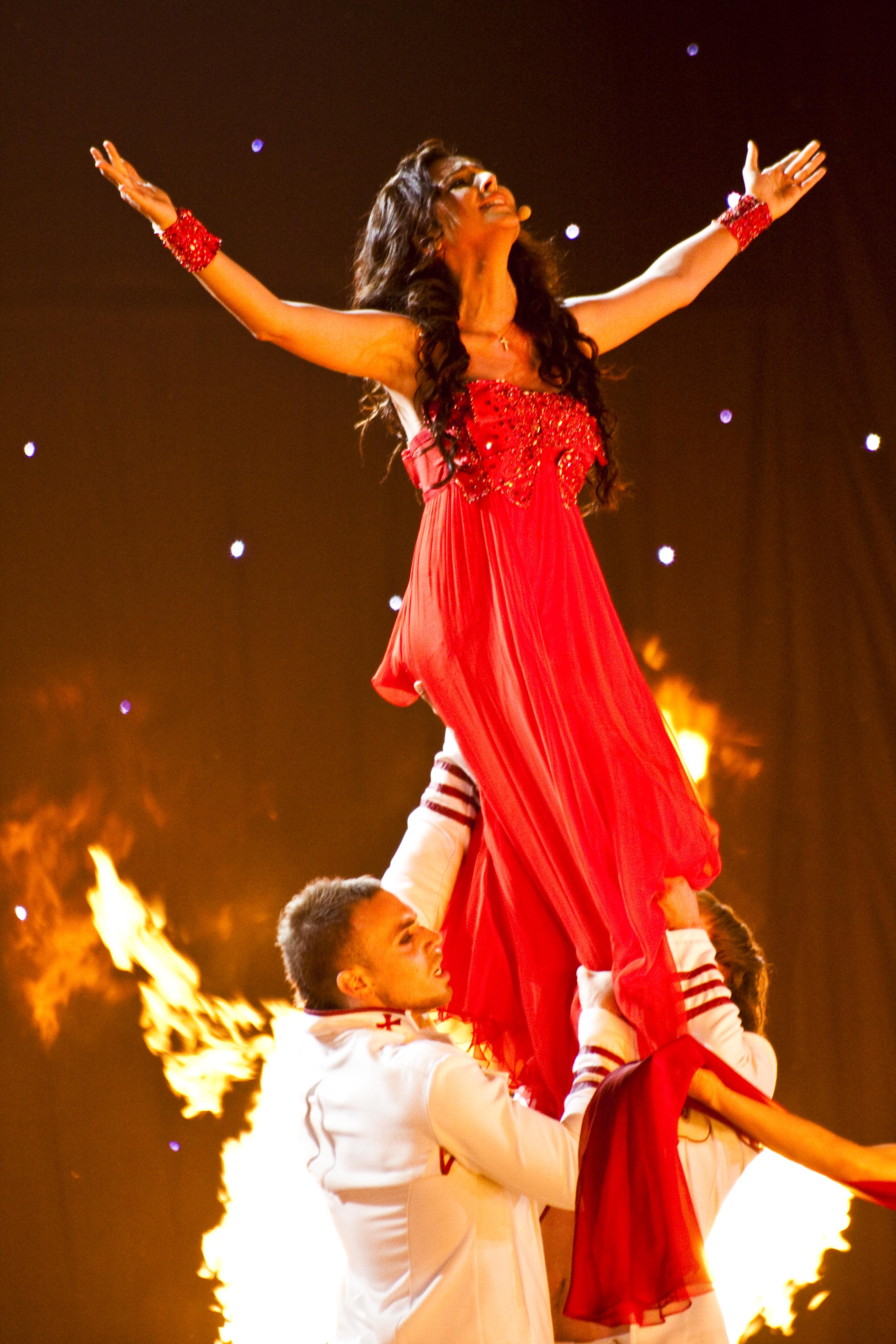
Sopho Nizaradze durante la sua esibizione ad Oslo nel 2010

Nel 2010 viene scelta come concorrente georgiana dalla GPB (emittente pubblica georgiana) per partecipare all'Eurovision Song Contest 2010 con il brano Shine, selezionato tra altre cinque canzoni.
Si è esibita nella seconda semifinale, raggiungendo la 3ª posizione, e qualificandosi per la finale, dove si piazzerà 9ª, decretando il miglior risultato per la repubblica caucasica.

### Dopo l'Eurovision
Dopo aver partecipato all'Eurovision la sua carriera di musicista è continuata, espandendosi maggiormente in Europa e Asia. Ha cantato anche con molte celebrità come José Carreras, Andrea Bocelli, Chris de Burgh e Julio Iglesias.
Nel 2016 ha fatto parte della giuria di X Factor Georgia con Nik'a Gvaramia, Nina Sublatti (concorrente georgiana per l'Eurovision Song Contest 2015) e Giorgi Gabunia.

## Discografia

### Album
- 2008 - Where are you...
- 2014 - We Are All

### Singoli
2010 - Shine